# Filipinomysz rdzawa
Filipinomysz rdzawa (Apomys aurorae) – gatunek ssaka z podrodziny myszy (Murinae) w obrębie rodziny myszowatych (Muridae), występujący endemicznie na Filipinach.

## Taksonomia
Gatunek po raz pierwszy zgodnie z zasadami nazewnictwa binominalnego opisał w 2011 roku amerykańsko-filipiński zespół zoologów (Amerykanie – Lawrence R. Heaney, Eric A. Rickart, Lawren VandeVrede i Scott J. Steppan oraz Filipińczycy – Danilo S. Balete, Phillip A. Alviola, Mariano Roy M. Duya, Melizar V. Duya i M. Josefa Veluz) nadając mu nazwę Apomys (Megapomys) aurorae. Holotyp pochodził z obszaru 2 km na południe, 2 km na zachód od szczytu Mingan (15°27′52,4″N 121°23′03,2″E/15,464560 121,384210), na wysokości 1305 m n.p.m., w gminie Dingalan, w prowincji Aurora, na wyspie Luzon, w Filipinach. Holotyp (o numerze 190812 FMNH) stanowi dorosły samiec schwytany w 15 czerwca 2006 roku przez Phillipa A. Alviolę i przechowywany jest w Muzeum Historii Naturalnej w Chicago.
Apomys aurorae należy do podrodzaju Megapomys. A. aurorae może być najbliżej spokrewniony z A. iridensis i A. zambalensis.  w górnej części swojego zakresu występowania jest sympatryczny w wąskim zakresie z A. minganensis, w szerszym zakresie z A. microdon i A. musculus. Autorzy Illustrated Checklist of the Mammals of the World uznają ten takson za gatunek monotypowy.

### Etymologia
- Apomys: Apo, Mindanao, Filipiny; gr. μυς mus, μυος muos „mysz”[5].
- aurorae: Aurora, Luzon, Filipiny[6].

## Zasięg występowania
Filipinomysz rdzawa jest znana tylko z gór Mingan w południowej części Sierra Madre, we wschodniej wyspy Luzon, należącej do Filipin.

## Morfologia
Długość ciała (bez ogona) 126–152 mm, długość ogona 129–153 mm, długość ucha 18–21 mm, długość tylnej stopy 33–37 mm; masa ciała 58–92 g. Samce są średnio nieco większe od samic we wszystkich pomiarach i ciężarze (81,2 g kontra 73,8 g). Filipinomysz rdzawa należy do mniejszych gatunków z podrodzaju Megapomys – pod względem głównych wymiarów jest tylko nieznacznie większa od filipinomyszy drobnookiej, filipinomyszy brunatnej i filipinomyszy reliktowej. Jest gryzoniem małej wielkości. Futro w części grzbietowej jest gęste i ma rdzawe, czerwonawo-brązowe ubarwienie z szarym podszerstkiem. W części brzusznej futro jest jaśniejsze.